# L'Instinct du chasseur
Série Maneater
L'Antre de l'araignée
(26 août 2007) La Créature du sous-sol
(21 octobre 2007)
Pour plus de détails, voir Fiche technique et Distribution.
L'Instinct du chasseur (Maneater) est un téléfilm américano-canadien réalisé par Gary Yates, diffusé le 8 septembre 2007 sur Sci Fi Channel. Il s'agit du troisième film de la collection Maneater series.

## Synopsis
À la suite d'un accident, le fourgon d'un cirque laisse un tigre indien s'échapper dans la forêt d'une petite bourgade américaine. Le chef de la police locale, un chasseur expérimenté et un enfant vont unir leurs forces pour arrêter l'animal qui commence à décimer les passants ainsi que les autochtones.

## Fiche technique
- Titre : L'Instinct du chasseur
- Titre original : Maneater
- Réalisation : Gary Yates
- Scénario : Philip Morton
- Production : Robert Halmi Jr., Robert Halmi Sr., Gary Howsam, Phyllis Laing, Gilles Paquin et Michael J. Taylor
- Musique : Glenn Buhr
- Photographie : Peter Benison
- Montage : Jeff Warren
- Décors : Réjean Labrie
- Costumes : Linda Madden
- Effets spéciaux de maquillage : Brenda Magalas
- Compagnies de production : Peace Arch Entertainment Group - Paquin Entertainment Group - Buffalo Gal Pictures - RHI Entertainment
- Compagnie de distribution : RHI Entertainment
- Pays d'origine :  Canada -  États-Unis
- Format : Couleurs - 1.66:1 - Dolby Digital - 35 mm
- Genre : Horreur
- Durée : 90 minutes
- Dates de sortie : 8 septembre 2007 (Sci Fi Channel)
- interdit aux moins de 12 ans

## Distribution
- Gary Busey : Grady Barnes
- Ian D. Clark : Colonel Graham
- Ty Wood : Roy Satterly
- Diana Reis : Mary Barnes
- Jessica Burleson : Eleanor
- Sarah Constible : adjointe Sharon Weinman
- Marc Devigne : Lambert
- Kristen Harris : Kathy Kurick
- Aaron Hughes : Sergent Howe
- Britanny Scobie : Sarah
- Daniel Skene : caporal Timmons
- Marina Stephenson Kerr : Rose Satterly
- Blake Taylor : Earl Hunt
- Ryland Thiessen : Georgie Willet
- Jon Ted Wynne : Wolf le paparazzi

## Autour du film
- Le tournage s'est déroulé à Stonewall, Manitoba, au Canada.

## DVD
En France, le film est sorti en DVD Keep Case le 1er février 2009 chez Aventi au format 1.66 4/3 non anamorphique en français 2.0 sans sous-titres et sans suppléments. (ASIN B001S9HR58)